# مید رابرتس
مید رابرتس (انگلیسی: Meade Roberts؛ ‏ ۱۳ ژوئن ۱۹۳۰ – ۱۰ فوریهٔ ۱۹۹۲) فیلم‌نامه‌نویس اهل ایالات متحده آمریکا بود.
از فیلم‌هایی که وی در آن‌ها نقش داشته‌است، می‌توان به مسیر خطر اشاره نمود.